# San Demetrio (Film)
San Demetrio (Englischer Originaltitel: San Demetrio London) ist ein britischer Spielfilm von 1943, der in der Form eines Dokudramas die Rettung des britischen Motorschiffs San Demetrio, Heimathafen London, durch die eigene Besatzung während des Zweiten Weltkriegs im Nordatlantik  thematisiert. Die deutsche Erstaufführung fand im August 1945 vermutlich in der Britischen Besatzungszone statt. Es ist der einzige britische Spielfilm, der den kriegsbedingten gefährlichen und entbehrungsreichen Dienst in der Handelsmarine thematisiert; sein US-amerikanisches Pendant ist Einsatz im Nordatlantik.

## Weitere technische Daten
- Uraufführung: 7. Dezember 1943
- Synchrontitel: O Navio Mártir (Das Märtyrerschiff, Brasilien), Det forladte skib, „San Demetrio“ (Dänemark), Le navire en feu (Das Schiff im Feuer, Frankreich), Naufragio (Schiffbruch, Italien), To ploion fantasma (Griechenland), San Demetrio (Deutschland, Österreich, Belgien, Portugal). Unter dem Originaltitel wurde der Film außerdem in Finnland, Schweden und den Niederlanden sowie vermutlich im gesamten Empire aufgeführt.

## Handlung

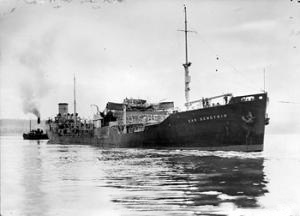
MT SAN DEMETRIO

Ende Oktober 1940 läuft der Tanker San Demetrio mit dem Geleitzug HX 84 unter dem alleinigen Schutz des Hilfskreuzers HMS Jervis Bay von Nova Scotia nach England aus. Beladen ist sie mit 11.000 t Flugzeugbenzin, das sie in Galveston gebunkert hat.
Der aus 38 Schiffen bestehende Geleitzug wird am 5. November 1940 von dem deutschen Schweren Kreuzer Admiral Scheer angegriffen. Während sich der Hilfskreuzer zu einem aussichtslosen Kampf mit dem weit überlegenen Gegner stellt, um so viele Schiffe des Konvoys zu retten, wird auch die San Demetrio mehrmals getroffen und fängt Feuer. Aufgrund der Explosionsgefahr durch das gebunkerte Benzin verlässt die Besatzung den Tanker in zwei Beibooten.
Während das Beiboot mit dem Kapitän der San Demetrio von einem anderen Schiff aufgenommen wird, treibt das zweite Boot unter Führung des 2. Offiziers Hawkins in schwerer See. Am nächsten Tag entdecken die Schiffbrüchigen ein treibendes, brennendes Schiff. Wie sich herausstellt, ist es die San Demetrio, die trotz der Beschädigungen und des Feuers an Bord immer noch nicht explodiert ist. Vor die Wahl gestellt, im schlechten Wetter zu erfrieren oder an Bord des Wracks eventuell in die Luft zu fliegen, beschließen sie, auf den Tanker zurückzukehren.
Hier gelingt es ihnen unter größten Mühen, das Schiff wieder flott zu machen und ohne Funk und Navigationsmittel, nur nach der Orientierung des Sonnenstands, Irland zu erreichen. Ein Londoner Gericht spricht ihnen schließlich Bergungslohn zu.